# 상일여자고등학교 (서울)
상일여자고등학교(上一女子高等學校)는 대한민국 서울특별시 강동구 상일동에 위치한 사립 고등학교이다.

## 학교 연혁
- 1978년 4월 29일 : 상일여자고등학교 설립 인가
- 1979년 2월 19일 : 초대 백기호 교장 취임
- 1979년 2월 25일 : 교사 준공
- 1979년 3월 5일 : 제1회 입학식(1부 30학급, 2부 15학급)
- 1985년 10월 1일 : 증축교사 준공(36개 교실)
- 1987년 7월 14일 : 종합체육관 준공
- 1992년 3월 3일 : 고교평준화(일반계 후기고등학교) 신입생 입학
- 2005년 4월 16일 : 제2대 김영식 이사장 취임
- 2017년 2월 8일 : 제36회 졸업식(14학급 411명, 누적인원 25,321명 졸업)
- 2017년 3월 2일 : 제12대 전경열 교장 취임

## 참고 자료
- 상일여자고등학교 - 한국교육학술정보원 학교알리미